# Кубок Англії з футболу 1956—1957
Кубок Англії з футболу 1956—1957 — 76-й розіграш найстарішого футбольного турніру у світі, Кубка виклику Футбольної Асоціації, також відомого як Кубок Англії. Всьоме титул здобула Астон Вілла.

## Перший раунд
| Дата                      | Господарі                   | Рахунок | Гості                    |
| ------------------------- | --------------------------- | ------- | ------------------------ |
| 17 листопада              | Ілі Сіті                    | 2:6     | Торкі Юнайтед            |
| 17 листопада              | Честер Сіті                 | 0:0     | Барроу                   |
| 22 листопада Перегравання | Барроу                      | 3:1     | Честер Сіті              |
| 17 листопада              | Дарлінгтон                  | 7:2     | Евенвуд Таун             |
| 17 листопада              | Борнмут енд Боском Атлетік  | 8:0     | Бертон Альбіон           |
| 17 листопада              | Саутгемптон                 | 2:0     | Нортгемптон Таун         |
| 17 листопада              | Веймут                      | 1:0     | Шрусбері Таун            |
| 17 листопада              | Йовіл Таун                  | 1:3     | Пітерборо Юнайтед        |
| 17 листопада              | Волсолл                     | 0:1     | Ньюпорт Каунті           |
| 17 листопада              | Кру Александра              | 2:2     | Рексем                   |
| 21 листопада Перегравання | Рексем                      | 2:1     | Кру Александра           |
| 17 листопада              | Дербі Каунті                | 2:1     | Бредфорд Сіті            |
| 17 листопада              | Свіндон Таун                | 2:1     | Ковентрі Сіті            |
| 17 листопада              | Бішоп Окленд                | 2:1     | Транмер Роверз           |
| 17 листопада              | Іпсвіч Таун                 | 4:0     | Гастінгс Юнайтед         |
| 17 листопада              | Квінз Парк Рейнджерс        | 4:0     | Дорчестер Таун           |
| 17 листопада              | Аккрінгтон Стенлі           | 4:1     | Моркем                   |
| 17 листопада              | Брентфорд                   | 3:0     | Гілфорд Сіті             |
| 17 листопада              | Брайтон енд Гоув Альбіон    | 1:1     | Міллволл                 |
| 19 листопада Перегравання | Міллволл                    | 3:1     | Брайтон енд Гоув Альбіон |
| 17 листопада              | Ріл                         | 3:2     | Скарборо                 |
| 17 листопада              | Норвіч Сіті                 | 2:4     | Бедфорд Таун             |
| 17 листопада              | Галл Сіті                   | 4:0     | Ґейтсгед                 |
| 17 листопада              | Карлайл Юнайтед             | 6:1     | Біллінгем Синтонія       |
| 17 листопада              | Крістал Пелес               | 2:0     | Волтемстоу Авеню         |
| 17 листопада              | Ексетер Сіті                | 0:2     | Плімут Аргайл            |
| 17 листопада              | Євслі                       | 2:2     | Джиллінгем               |
| 21 листопада Перегравання | Джиллінгем                  | 2:0     | Євслі                    |
| 17 листопада              | Гартліпул Юнайтед           | 3:1     | Селбі Таун               |
| 17 листопада              | Сканторп-енд-Ліндсі Юнайтед | 1:0     | Рочдейл                  |
| 17 листопада              | Менсфілд Таун               | 1:1     | Воркінгтон               |
| 21 листопада Перегравання | Воркінгтон                  | 2:1     | Менсфілд Таун            |
| 17 листопада              | Галіфакс Таун               | 2:3     | Олдем Атлетік            |
| 17 листопада              | Маргейт                     | 3:1     | Данстейбл Таун           |
| 17 листопада              | Челтнем Таун                | 1:2     | Редінг                   |
| 17 листопада              | Саутпорт                    | 0:0     | Йорк Сіті                |
| 21 листопада Перегравання | Йорк Сіті                   | 2:1     | Саутпорт                 |
| 17 листопада              | Нью-Брайтон                 | 3:3     | Стокпорт Каунті          |
| 21 листопада Перегравання | Стокпорт Каунті             | 2:3     | Нью-Брайтон              |
| 17 листопада              | Герефорд Юнайтед            | 3:2     | Олдершот                 |
| 17 листопада              | Ньюпорт                     | 0:6     | Вотфорд                  |
| 17 листопада              | Тутінг-енд-Мітчем Юнайтед   | 2:1     | Бромсгроув Роверз        |
| 17 листопада              | Віган Атлетік               | 1:2     | Гул Таун                 |
| 17 листопада              | Бостон Юнайтед              | 0:2     | Бредфорд Парк-Авеню      |
| 17 листопада              | Саут Шилдс                  | 2:2     | Честерфілд               |
| 21 листопада Перегравання | Честерфілд                  | 4:0     | Саут Шилдс               |
| 17 листопада              | Колчестер Юнайтед           | 1:4     | Саутенд Юнайтед          |
| 17 листопада              | Ілкстон Таун                | 1:5     | Блайт Спартанс           |

## Другий раунд
До другого раунду увійшли переможці першого раунду. 
| Дата                   | Господарі                   | Рахунок | Гості                       |
| ---------------------- | --------------------------- | ------- | --------------------------- |
| 8 грудня               | Честерфілд                  | 4:1     | Барроу                      |
| 8 грудня               | Саутгемптон                 | 3:2     | Веймут                      |
| 8 грудня               | Вотфорд                     | 1:3     | Іпсвіч Таун                 |
| 8 грудня               | Редінг                      | 1:0     | Бедфорд Таун                |
| 8 грудня               | Джиллінгем                  | 1:2     | Ньюпорт Каунті              |
| 8 грудня               | Дербі Каунті                | 1:3     | Нью-Брайтон                 |
| 8 грудня               | Свіндон Таун                | 0:1     | Борнмут енд Боском Атлетік  |
| 8 грудня               | Аккрінгтон Стенлі           | 2:1     | Олдем Атлетік               |
| 8 грудня               | Брентфорд                   | 1:1     | Крістал Пелес               |
| 12 грудня Перегравання | Крістал Пелес               | 3:2     | Брентфорд                   |
| 8 грудня               | Ріл                         | 3:1     | Бішоп Окленд                |
| 8 грудня               | Міллволл                    | 4:0     | Маргейт                     |
| 8 грудня               | Галл Сіті                   | 2:1     | Йорк Сіті                   |
| 8 грудня               | Карлайл Юнайтед             | 2:1     | Дарлінгтон                  |
| 8 грудня               | Гул Таун                    | 2:2     | Воркінгтон                  |
| 12 грудня Перегравання | Воркінгтон                  | 0:1     | Гул Таун                    |
| 8 грудня               | Сканторп-енд-Ліндсі Юнайтед | 0:0     | Рексем                      |
| 12 грудня Перегравання | Рексем                      | 6:2     | Сканторп-енд-Ліндсі Юнайтед |
| 8 грудня               | Блайт Спартанс              | 0:1     | Гартліпул Юнайтед           |
| 8 грудня               | Торкі Юнайтед               | 1:0     | Плімут Аргайл               |
| 8 грудня               | Герефорд Юнайтед            | 2:3     | Саутенд Юнайтед             |
| 8 грудня               | Тутінг-енд-Мітчем Юнайтед   | 0:2     | Квінз Парк Рейнджерс        |
| 8 грудня               | Пітерборо Юнайтед           | 3:0     | Бредфорд Парк-Авеню         |

## Третій раунд
| Дата                  | Господарі                  | Рахунок | Гості                |
| --------------------- | -------------------------- | ------- | -------------------- |
| 5 січня               | Борнмут енд Боском Атлетік | 2:0     | Аккрінгтон Стенлі    |
| 5 січня               | Бристоль Сіті              | 4:1     | Ротергем Юнайтед     |
| 5 січня               | Бернлі                     | 7:0     | Честерфілд           |
| 5 січня               | Бері                       | 1:3     | Портсмут             |
| 5 січня               | Престон Норт-Енд           | 0:0     | Шеффілд Венсдей      |
| 9 січня Перегравання  | Шеффілд Венсдей            | 2:2     | Престон Норт-Енд     |
| 14 січня Перегравання | Престон Норт-Енд           | 5:1     | Шеффілд Венсдей      |
| 5 січня               | Ноттс Каунті               | 1:3     | Ріл                  |
| 5 січня               | Ноттінгем Форест           | 6:0     | Гул Таун             |
| 5 січня               | Болтон Вондерерз           | 2:3     | Блекпул              |
| 5 січня               | Вулвергемптон Вондерерз    | 5:3     | Свонсі Сіті          |
| 5 січня               | Мідлсбро                   | 1:1     | Чарльтон Атлетік     |
| 10 січня Перегравання | Чарльтон Атлетік           | 2:3     | Мідлсбро             |
| 5 січня               | Сандерленд                 | 4:0     | Квінз Парк Рейнджерс |
| 5 січня               | Лутон Таун                 | 2:2     | Астон Вілла          |
| 7 січня Перегравання  | Астон Вілла                | 2:0     | Лутон Таун           |
| 5 січня               | Евертон                    | 1:0     | Блекберн Роверз      |
| 5 січня               | Донкастер Роверз           | 1:1     | Вест-Бромвіч Альбіон |
| 9 січня Перегравання  | Вест-Бромвіч Альбіон       | 2:0     | Донкастер Роверз     |
| 5 січня               | Рексем                     | 1:1     | Редінг               |
| 9 січня Перегравання  | Редінг                     | 1:2     | Рексем               |
| 5 січня               | Іпсвіч Таун                | 2:3     | Фулгем               |
| 5 січня               | Ньюкасл Юнайтед            | 1:1     | Манчестер Сіті       |
| 9 січня Перегравання  | Манчестер Сіті             | 4:5     | Ньюкасл Юнайтед      |
| 5 січня               | Тоттенгем Готспур          | 2:0     | Лестер Сіті          |
| 5 січня               | Барнслі                    | 3:3     | Порт Вейл            |
| 7 січня Перегравання  | Порт Вейл                  | 0:1     | Барнслі              |
| 5 січня               | Вест Гем Юнайтед           | 5:3     | Грімсбі Таун         |
| 5 січня               | Міллволл                   | 2:0     | Крістал Пелес        |
| 5 січня               | Галл Сіті                  | 3:4     | Бристоль Роверз      |
| 5 січня               | Гаддерсфілд Таун           | 0:0     | Шеффілд Юнайтед      |
| 7 січня Перегравання  | Шеффілд Юнайтед            | 1:1     | Гаддерсфілд Таун     |
| 14 січня Перегравання | Гаддерсфілд Таун           | 2:1     | Шеффілд Юнайтед      |
| 5 січня               | Ньюпорт Каунті             | 3:3     | Саутгемптон          |
| 9 січня Перегравання  | Саутгемптон                | 0:1     | Ньюпорт Каунті       |
| 5 січня               | Арсенал                    | 4:2     | Сток Сіті            |
| 5 січня               | Лідс Юнайтед               | 1:2     | Кардіфф Сіті         |
| 5 січня               | Нью-Брайтон                | 2:1     | Торкі Юнайтед        |
| 5 січня               | Пітерборо Юнайтед          | 2:2     | Лінкольн Сіті        |
| 9 січня Перегравання  | Лінкольн Сіті              | 4:5     | Пітерборо Юнайтед    |
| 5 січня               | Лейтон Орієнт              | 0:2     | Челсі                |
| 5 січня               | Карлайл Юнайтед            | 3:3     | Бірмінгем Сіті       |
| 9 січня Перегравання  | Бірмінгем Сіті             | 2:0     | Карлайл Юнайтед      |
| 5 січня               | Саутенд Юнайтед            | 2:1     | Ліверпуль            |
| 5 січня               | Гартліпул Юнайтед          | 3:4     | Манчестер Юнайтед    |

## Четвертий раунд
У цьому раунді зіграли переможці попереднього етапу.
| Дата     | Господарі               | Рахунок | Гості                      |
| -------- | ----------------------- | ------- | -------------------------- |
| 26 січня | Блекпул                 | 6:2     | Фулгем                     |
| 26 січня | Бристоль Сіті           | 3:0     | Ріл                        |
| 26 січня | Бернлі                  | 9:0     | Нью-Брайтон                |
| 26 січня | Вулвергемптон Вондерерз | 0:1     | Борнмут енд Боском Атлетік |
| 26 січня | Мідлсбро                | 2:3     | Астон Вілла                |
| 26 січня | Вест-Бромвіч Альбіон    | 4:2     | Сандерленд                 |
| 26 січня | Евертон                 | 2:1     | Вест Гем Юнайтед           |
| 26 січня | Рексем                  | 0:5     | Манчестер Юнайтед          |
| 26 січня | Тоттенгем Готспур       | 4:0     | Челсі                      |
| 26 січня | Бристоль Роверз         | 1:4     | Престон Норт-Енд           |
| 26 січня | Портсмут                | 1:3     | Ноттінгем Форест           |
| 26 січня | Міллволл                | 2:1     | Ньюкасл Юнайтед            |
| 26 січня | Саутенд Юнайтед         | 1:6     | Бірмінгем Сіті             |
| 26 січня | Гаддерсфілд Таун        | 3:1     | Пітерборо Юнайтед          |
| 26 січня | Кардіфф Сіті            | 0:1     | Барнслі                    |
| 26 січня | Ньюпорт Каунті          | 0:2     | Арсенал                    |

## П'ятий раунд
На цьому етапі зіграли переможці попереднього раунду.
| Дата                   | Господарі                  | Рахунок | Гості                |
| ---------------------- | -------------------------- | ------- | -------------------- |
| 16 лютого              | Блекпул                    | 0:0     | Вест-Бромвіч Альбіон |
| 20 лютого Перегравання | Вест-Бромвіч Альбіон       | 2:1     | Блекпул              |
| 16 лютого              | Борнмут енд Боском Атлетік | 3:1     | Тоттенгем Готспур    |
| 16 лютого              | Престон Норт-Енд           | 3:3     | Арсенал              |
| 19 лютого Перегравання | Арсенал                    | 2:1     | Престон Норт-Енд     |
| 16 лютого              | Астон Вілла                | 2:1     | Бристоль Сіті        |
| 16 лютого              | Барнслі                    | 1:3     | Ноттінгем Форест     |
| 16 лютого              | Манчестер Юнайтед          | 1:0     | Евертон              |
| 16 лютого              | Міллволл                   | 1:4     | Бірмінгем Сіті       |
| 16 лютого              | Гаддерсфілд Таун           | 1:2     | Бернлі               |

## Шостий раунд
На цьому етапі зіграли переможці попереднього раунду.
| Дата                   | Господарі                  | Рахунок | Гості                |
| ---------------------- | -------------------------- | ------- | -------------------- |
| 2 березня              | Борнмут енд Боском Атлетік | 1:2     | Манчестер Юнайтед    |
| 2 березня              | Бернлі                     | 1:1     | Астон Вілла          |
| 6 березня Перегравання | Астон Вілла                | 2:0     | Бернлі               |
| 2 березня              | Вест-Бромвіч Альбіон       | 2:2     | Арсенал              |
| 5 березня Перегравання | Арсенал                    | 1:3     | Вест-Бромвіч Альбіон |
| 2 березня              | Бірмінгем Сіті             | 0:0     | Ноттінгем Форест     |
| 5 березня Перегравання | Ноттінгем Форест           | 0:1     | Бірмінгем Сіті       |

## Півфінали
У півфіналах зіграли команди, що перемогли на попередньому етапі.
| Дата                    | Господарі            | Рахунок | Гості                |
| ----------------------- | -------------------- | ------- | -------------------- |
| 23 березня              | Манчестер Юнайтед    | 2:0     | Бірмінгем Сіті       |
| 23 березня              | Астон Вілла          | 2:2     | Вест-Бромвіч Альбіон |
| 28 березня Перегравання | Вест-Бромвіч Альбіон | 0:1     | Астон Вілла          |

## Фінал
| 4 травня 1957 |

| Астон Вілла         | 2:1      | Манчестер Юнайтед |
| ------------------- | -------- | ----------------- |
| Макпарланд 68', 73' | Протокол | Тейлор 83'        |

| Вемблі, Лондон Глядачів: 99 225 Арбітр: Френк Култас |